# Дураг

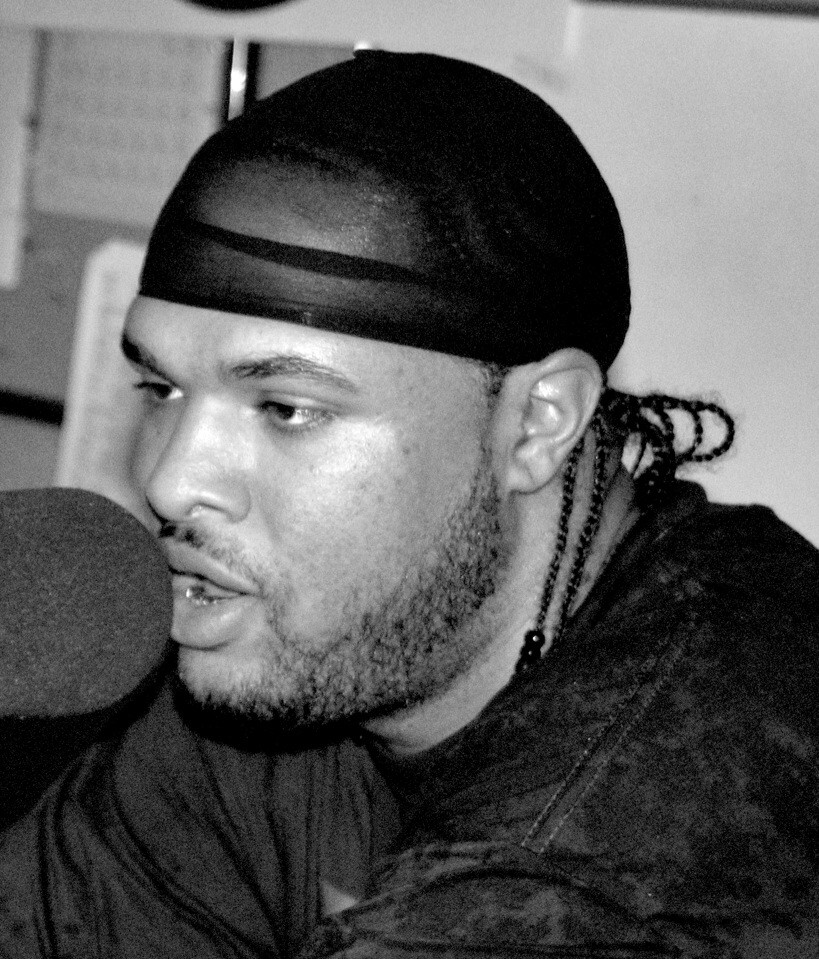
Американський репер Slim Thug з дурагом

Дураг (або ду-раг, англ. durag або do-rag) — це вузька тканинна пов’язка, яка обгортається навколо голови для збереження зачіски, формування хвиль (waves), дредлоків або просто як стильний аксесуар, популярний у афро-американській культурі. 

## Правопис і етимологія
Численні альтернативні варіанти написання слова durag включають do-rag, dew-rag і doo-rag, які можуть писатися як із дефісом, так і без нього, а також із пробілом або без нього. Найпростіше пояснення походження слова do-rag полягає в тому, що це тканина (rag), яку носять для захисту зачіски (hairdo). Однак один із авторів The New York Times стверджує, що правильним варіантом написання є саме durag. Альтернативна версія походження слова припускає, що правильним написанням є dew-rag, де dew (роса) виступає евфемізмом для поту.

### Раннє використання
Оксфордський словник англійської мови датує перше опубліковане використання слова do-rag у брошурі «Зіткнувшись з реальністю: Негро-американці беруть на себе ініціативу» (Facing Reality: Negro-Americans Take the Initiative), написаній Мартіном Глаберманом у 1964 році. У ній зазначалося, що після Детройтської ходи до свободи 1963 року «провідна місцева газета оголосила, що раз на тиждень буде публікувати колонку за авторством відомого місцевого темношкірого діяча. Намагаючись бути робітником, гідним свого найму, він написав колонку, яка засуджувала do-rags або «негідників». Поширена звичка носити шовкову панчоху на голові, мабуть, щоб захистити зачіску, викликала його гнів».
Інші раніше опубліковані використання слова do-rag включають:
- У випуску журналу LIFE від 27 серпня 1965 року підпис до фотографії на сторінці 22 описує чоловіка, який носить «ду-раг» на своїй новій зачісіц[7].
- 4 червня 1966 року Akron Beacon Journal надрукувала власне визначення терміну: «do rag» - тканинна пов’язка, яку носять навколо чола проти поту або для утримання волосся»[8].
- 2 вересня 1966 року Dayton Daily News написала статтю про «людину з чорною ганчіркою» [9]
- Наприкінці 1966 року в журналі Newsweek було опубліковане ще одне визначення головного прибору: «do rag - волосся, укладене в чорну тканину»[10].

Онлайн-словник Merriam-Webster містить перші вживання слова do-rag у 1968 році. 

## Історія
У 1930-х роках, під час Гарлемського Відродження та Великої депресії, дураг використовували для догляду за зачісками. Під час руху «Black Pride» у 1960-х і 1970-х роках дюраг став модним виразом афро-американської ідентичності.
У 1990-х роках дураги ще більше популяризували такі репери, як Jay-Z, Nelly та 50 Cent. У 2010-х популярність реперів, таких як A$AP Ferg, а також відродження зачіски з хвилями (360 waves) знову зробили дураги популярними.

## У масовій культурі

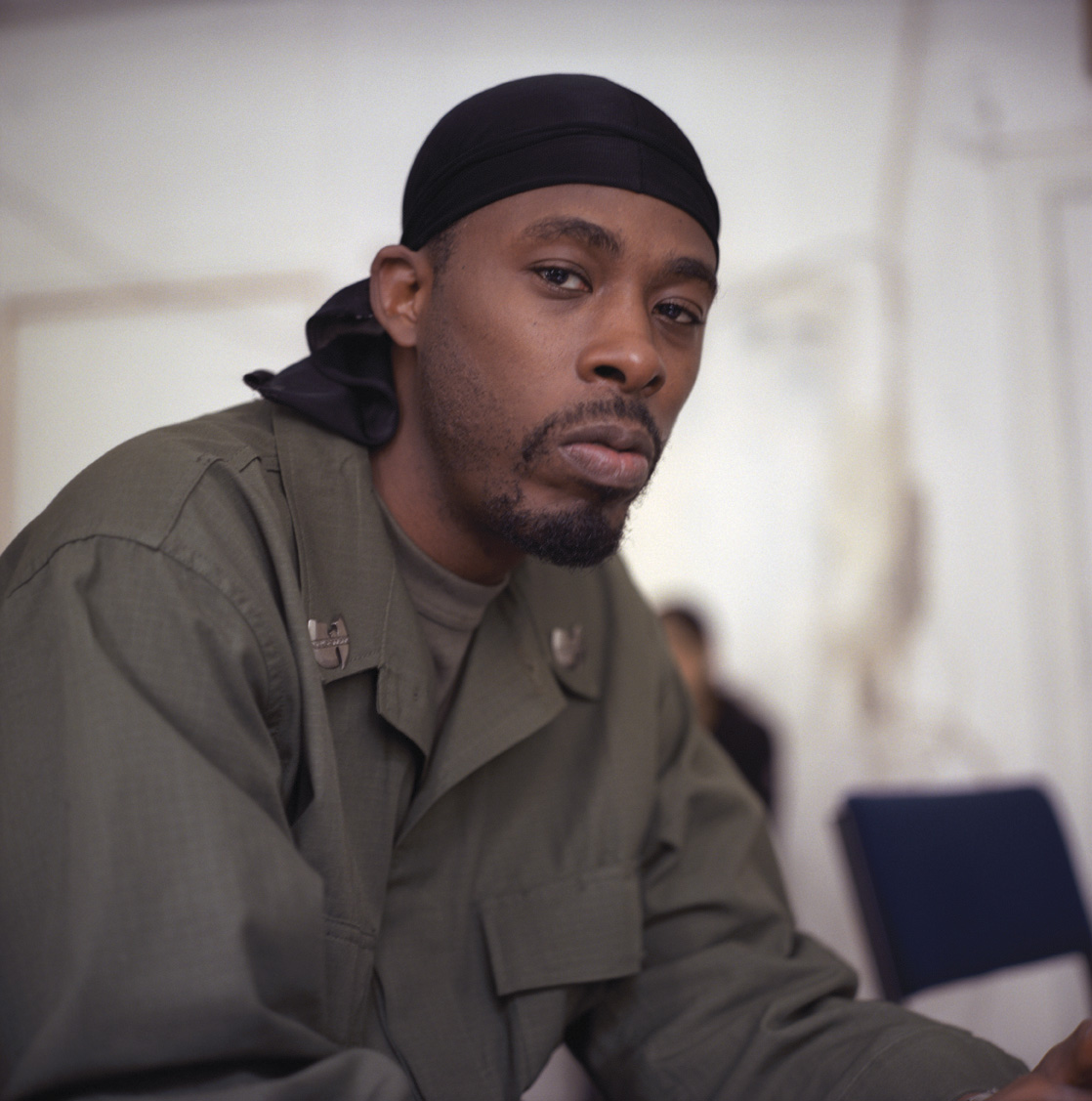
GZA з дурагом у 2000 році

Пісня 1974 року «Дядько Ремус», написана Френком Заппою та Джорджем Дюком, містить слова: 
«I can't wait till my Fro is full-grown / I'll just throw 'way my Doo-Rag at home.. 
Альбом американського співака та басиста Thundercat It Is What It Is містить пісню під назвою «Dragonball Durag». У ній дураг згадується як ключовий елемент, щоб справити враження на жінок. Дураг, про який йдеться, має візерунок, натхненний популярним японським аніме Dragon Ball. 
У репера Royce da 5'9" в альбомі The Allegory 2020 року є пісня під назвою "Rhinestone Doo Rag".
На обкладинці британського Vogue співачка Ріанна носила на голові дураг. Цей жест підкреслив трансформацію дурагів із засобу для догляду за волоссям в елемент вуличного стилю, який став популярним серед модних ікон.
Персонаж Леона Блека в серіалі Угамуй свій запал відомий тим, що носить дураг. 
У 2021 році учасниця тринадцятого сезону RuPaul's Drag Race Сімоне була в одязі з дурагом, який подовжувався до шлейфу. 
У 2021 році репер Бебі Кім разом із Тревісом Скоттом випустив сингл під назвою «durag activity».
Kvarforth, фронтмен шведської депресивної суїцидальної блек-метал-групи Shining, як відомо, носить дураг як частину свого сценічного образу, на відміну від корпс-пейнту, який традиційно є символом блек-металу.

## Спроби заборонити дураг
У 1995 році Національна футбольна ліга (NFL) розглядала заборону гравцям носити «бандани», відомі як do-rags. Керівник Ліги Джин Вашингтон заявив, що дураги асоціюються зі злочинністю та бандитським насильством, але зазначив, що ця ідея «здебільшого керується чорними людьми, а не білими». Сейфті Мертон Хенкс сказав, що він носив дюраг, оскільки це допомагало його шолому краще сидіти на голові. Врешті-решт, ліга вирішила не вживати заходів.  Однак у 2001 році власники ліги проголосували 30 проти 1 за заборону носити будь-які головні убори під шоломами, за винятком «тюбетейок», що, за словами ліги, було «питанням іміджу». Хоча висловлювалися занепокоєння, що цей крок може бути расово упередженим, ліга знову сформулювала заборону як таку, що ініційована чорношкірими членами їхнього конкурсного комітету, включаючи тренера Денні Гріна. Деякі гравці безуспішно стверджували, що носіння дураг під шоломом допомагало їм запобігти випаданню волосся.
Під час передсезонної гри у 2000 році Національна баскетбольна асоціація (НБА) повідомила гравцю «Індіана Пейсерс» Сему Перкінсу, що він не може носити дураг, оскільки це «загрожує безпеці».  У жовтні 2005 року НБА випустила дрес-код, який, серед інших змін, забороняв гравцям носити одяг не лише на корті, але й під час будь-яких командних чи лігових справ.
Деякі школи Сполучених Штатів намагалися заборонити носіння дурагу.  Так, коли старша школа імені Джона Муїра в Пасадені, штат Каліфорнія, заборонила носити одяг як частину шкільної політики дрес-коду, Союз чорних студентів влаштував мирний мітинг у лютому 2019 року.  Учні, які протестували, стверджували, що шкільна адміністрація заборонила головний убір через його приналежність до бандитської культури, хоча директор стверджував, що дураги заборонені через «невідповідність цінностям, які  представлені у цій школі». 

## Дивіться також
- Бандана
- Список головних уборів